# رمضان سال
رمضان سال (بالتركية: Ramazan Sal) هو لاعب كرة قدم تركي في مركزي قلب الدفاع والدفاع، ولد في 27 يونيو 1985 في سامسون في تركيا. لعب مع بورصة سبور وبولو سبور وسامسون سبور وشانلي أورفا سبور وعثمانلي سبور وغيرسون سبور وكارسياكا وهاتاي سبور.

## وصلات خارجية
- رمضان سال على موقع اتحاد تركيا (لاعب) (الإنجليزية)
- رمضان سال على موقع قاعدة بيانات كرة القدم.إي يو (الإنجليزية)
- رمضان سال على موقع Soccerway.com (الإنجليزية)
- رمضان سال على موقع عالم كرة القدم.نت (الإنجليزية)